# Nègrepelisse
Nègrepelisse – miejscowość i gmina we Francji, w regionie Oksytania, w departamencie Tarn i Garonna. Przez gminę przepływa rzeka Aveyron. 
Według danych na rok 1990 gminę zamieszkiwało 3326 osób, a gęstość zaludnienia wynosiła 68 osób/km² (wśród 3020 gmin regionu Midi-Pireneje Nègrepelisse plasuje się na 99. miejscu pod względem liczby ludności, natomiast pod względem powierzchni na miejscu 102.).